# Neviges
Neviges is een plaats in de stad Velbert in de Duitse deelstaat Noordrijn-Westfalen, gelegen in de Kreis Mettmann. Neviges heeft ongeveer 20.000 inwoners. Na de reformatie tot aan 1649 was de bevolking van Neviges hervormd. Neviges ligt in het Limburgs taalgebied in de ruimste zin.

## Geboren in Neviges
- Ugur Isilak (15 november 1971), Turks zanger
- Friedrich Wilhelm Leiendecker (30 juli 1865), straatzanger, in Nederland bekend als Koperen Ko.